# ジョン・ホップフィールド
ジョン・ジョセフ・ホップフィールド（英: John Joseph Hopfield、1933年7月15日 - ）は、アメリカ合衆国の物理学者、生物学者。1974年の動力学的校正の理論、1982年の「連想型ニューラルネットワーク」の発明でよく知られており、こちらは現在ではホップフィールド・ネットワークと呼ばれている。2024年にジェフリー・ヒントンとともにノーベル物理学賞を受賞した。

## 経歴
イリノイ州シカゴ出身。1954年、スワースモア大学で物理学の学士号を取得し、1958年、コーネル大学で物理学の博士号を取得した。
現在、プリンストン大学で分子生物学の教授を務めるとともに、アメリカ物理学会の会長も務めている。以前は、プリンストン大学で物理学部で教えていたこともあり、カリフォルニア工科大学でも教鞭をとったことがある。

## 受賞歴
- 1969年 - オリバー・E・バックリー凝縮系賞
- 1985年 - 生物物理学賞
- 2001年 - ICTPのディラック・メダル
- 2005年 - アルベルト・アインシュタイン世界科学賞
- 2019年 - ベンジャミン・フランクリン・メダル
- 2022年 - ボルツマン賞
- 2024年 - ノーベル物理学賞[1]
- 2025年 - クイーンエリザベス工学賞

## 出典

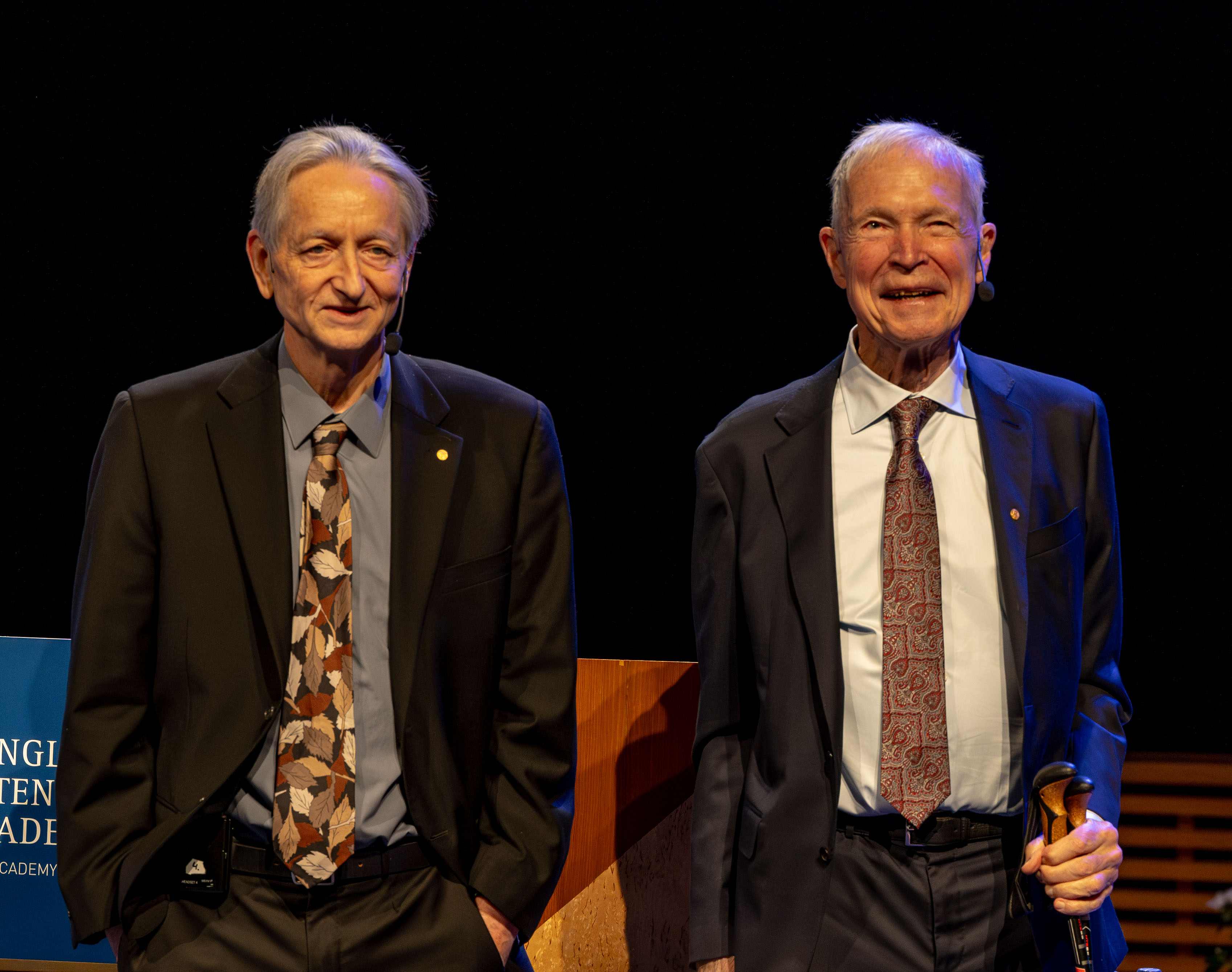
ジェフリー・ヒントンとともに、2024年ストックホルムにて